# كشف الارتياب في أتباع محمد بن عبد الوهاب
كشف الارتياب في أتباع محمد بن عبد الوهاب هو كتاب من تأليف المرجع الشيعي اللبناني محسن الأمين العاملي، وهو في نقد محمد بن عبد الوهاب وأتباعه.

## المؤلف
محسن ابن السيد عبد الكريم الأمين العامِلي (1284 -1371هـ/ 1865-1952م‌]])، ولد في شقرا من قرى جبل عامل في لبنان، لأسرة آل الأمين التي يرجع نسبها إلى حسين ذي الدمعة ابن زيد ابن الإمام الرابع للشيعة علي السجاد. انتقل محسن الأمين إلى النجف سنة 1891م‌ بعد أن أتمّ دروس المقدمات في مسقط رأسه جبل عامل، ودرس في حوزة النجف مرحلة السطوح والبحث الخارج في الفقه والأصول لينال بعد ذلك‌ درجة الإجتهاد، كما قام بتدريس مجموعة من الطلاب في الحوزة.

## محتوى الكتاب
يحتوي الكتاب على ثلاث مقدمات وثلاثة أبواب وخاتمة:
- المقدمة الأولى: في تاريخ الوهابية وفيها أربعة فصول حول( مؤسس الوهابية وحروبها ومن قام بمحاربها ومافعله الوهابيون في نجد والحجاز).
- المقدمة الثانية: في أمور مهمة يتوقف عليها المقصود من رد شبهات الوهابية.
- المقدمة الثالثة: في شبه الوهابيين بالخوارج من ثلاثة عشر وجهاَ.
- الباب الأول: في ذكر جميع معتقدات الوهابية ومحور مذهبهم والاجتهاد عند الوهابيين.
- الباب الثاني: في معتقدات الوهابية التي كفروا بها المسلمين وحججهم على ذلك وردّها على وجه العموم.
- الباب الثالث: في تفصيل الأمور التي كفّر بها الوهابية المسلمين ورد كل واحد منها بخصوصه وفيه سبعة عشر فصلاَ.
- الخاتمة: في متفرقات من مقالات الوهابية واعتقاداتهم وتشدداتهم، ومقالات مروّجي دعوتهم وردّها.

وفي نهاية الكتاب أورد الكاتب قصيدة كتبها بنفسه حول الوهابية وسمّها بــ(العقود الدرية) في رد شبهات الوهابية مكونة من 544 بيت.

## ترجمات
- ترجم الكتاب رجل الدين الإيراني علي أكبر فائزي ‌پور الطهراني إلى الفارسية بعنوان تاریخ ونقد وهابیت.[3]

## ردود
- كتب السلفي السابق عبد الله القصيمي كتابه الصراع بين الإسلام والوثنية رداً على كشف الارتياب، وذلك قبل أن يعلن إلحاده. قال آغا بزرگ الطهراني عند ذكره لكشف الارتياب في موسوعته الذريعة: «ورآه الشيخ عبد الله علي القصيمي في ربيع الأول 1355، فكتب رداً عليه سمّاه الصراع بين الإسلام والوثنية، وطبع في مصر في تلك السنة».[1]
- ورد عبد الحسين الأميني على كتاب عبد الله القصيمي بعنوان «نظرة في كتاب الصراع بين الإسلام والوثنية»[4]
- كتب محمد بهجة البيطار نقداً نشرته مجلّة الإصلاح بعنوان نظرات في كتاب كشف الارتياب.[5][6][7]